# Andrássy György
Krasznahorkai és csíkszentkirályi gróf Andrássy György (Kassa, 1797. február 5. – Bécs, 1872. december 19.) császári és királyi kamarás, valódi belső titkos tanácsos, Magyarország főpohárnokmestere, a Tiszai Vaspályatársaság és a Felső-magyarországi Bányamívelő Egyesület elnöke, a Magyar Tudományos Akadémia tagja.

## Élete

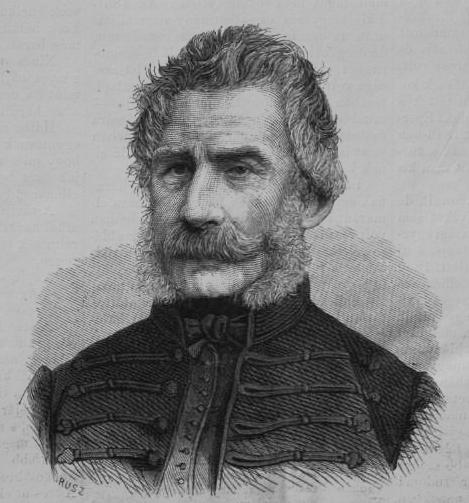
Andrássy György portréja a Vasárnapi Ujságban

A Magyar Tudományos Akadémia, korábbi nevén a Magyar Tudós Társaság egyik alapítója 10 500 forinttal; alaprajzának országgyűlési megerősítésekor 1830. november 17-én  ő is a kihirdetett igazgatótanács tagjainak sorában volt; 1832. március 10-én választották a II. (bölcseleti és történeti) osztály tiszteleti tagjává. Az 1827-ben alakult Pályafutási Társaság alakító bizottságában tevőleges részt vállalt, amikor pedig az 1830. június 11-én tartott alakító gyűlésen, Állattenyésztő Társasággá szerveződött át, választott tagjává, egyszersmind titoknokává választották. E minőségében szerkesztette több éven át a Gyepkönyv (Jelentés a magyarországi Állattenyésztő Társaság munkálódásairól) című évkönyvet, 1830-ban Döbrentei Gáborral, 1831-ben Tasner Antallal, azután egyedül. 1835. június 8-án az Állattenyésztő Társaság Országos Magyar Gazdasági Egyesületté változott át. Ismét titoknokká választották, mely hivatalát 1836. november 14-éig viselte. Ekkor Angliába utazott. 1840. november 17-étől 1845. június 25-éig az egylet másodelnöke volt. 1838. augusztus 1-jén a Gömör és Kishont, 1842. szeptember 28-án pedig Sáros vármegye főispáni hivatalába iktatták be. A politika és a nemzetgazdaság terén való szereplése, különösen a Széchenyi lánchíd és a vasút létesítése körül, egybeesik Széchenyi István gróf működésével.

## Leszármazottai
Aulendorfban (Baden-Württemberg, Németország) 1834. február 10-én vette feleségül Königsegg-Aulendorfi Franciska grófnőt (*Aulendorf, 1814. július 3.; †Bécs, 1871. április 22.). A házasságból két fiú- és két leánygyermek született:
- Mária Kajetana Franciska (*Krasznahorkahosszúrét, 1834. november 30.; †München, 1916. október 18.)
- Dénes István György Klement (*Krasznahorkahosszúrét, 1835. november 18.; †Palermo, 1913. február 26.)
- Erzsébet Mária Kajetana Franciska Georgina Neita (*Bécs, 1840. január 26.; †Budapest, 1926. október 2.)
- György Péter Klement István (*1846. január 24.; †Madeira, 1871. július 4.)

## Művei
- Gróf Andrásy György és gróf Széchenyi Istvánnak a budapesti hid-egyesülethez irányzott jelentése, midőn külföldrül visszatérének. Pozsony, 1833. (Még abban az évben 2. kiadásban jelent meg; német nyelven is kiadták ugyanott. Online)
- Budapestnek árviz ellen megóvásáról. Pest, 1845
- Jelentés. Gróf Andrásy György és gróf Széchenyi Istvánnak a' Budapesti Hid-egyesülethez irányzott jelentése, midőn külföldrül visszatérének, 1833; szerk., jegyz. Hajós Bence; Első Lánchíd Bt., Biri, 2022 (Lánchíd füzetek)

Még egy kis munkát írt Tasnerral együtt az Állattenyésztésről, hely és év nélkül.
Arcképe Franz Eybl rajza után Alois Leykum kőnyomatában megjelent Bécsben 1842.